# بيل شورت
بيل شورت (بالإنجليزية: Bill Short) هو لاعب كرة قاعدة أمريكي، ولد في 27 نوفمبر 1937 في كينغستون في الولايات المتحدة.

## وصلات خارجية
- بيل شورت على موقع دوري كرة القاعدة الرئيسي (الإنجليزية)
- بيل شورت على موقعبيزبول رفرنس.كوم (الدوري الرئيسي) (الإنجليزية)
- بيل شورت على موقعبيزبول رفرنس.كوم (الدوري الثانوي) (الإنجليزية)